# Bumetopia bakeri
Bumetopia bakeri är en skalbaggsart som först beskrevs av Aurivillius 1927.  Bumetopia bakeri ingår i släktet Bumetopia och familjen långhorningar.
Artens utbredningsområde är Filippinerna. Inga underarter finns listade.